# Kinh doanh sách

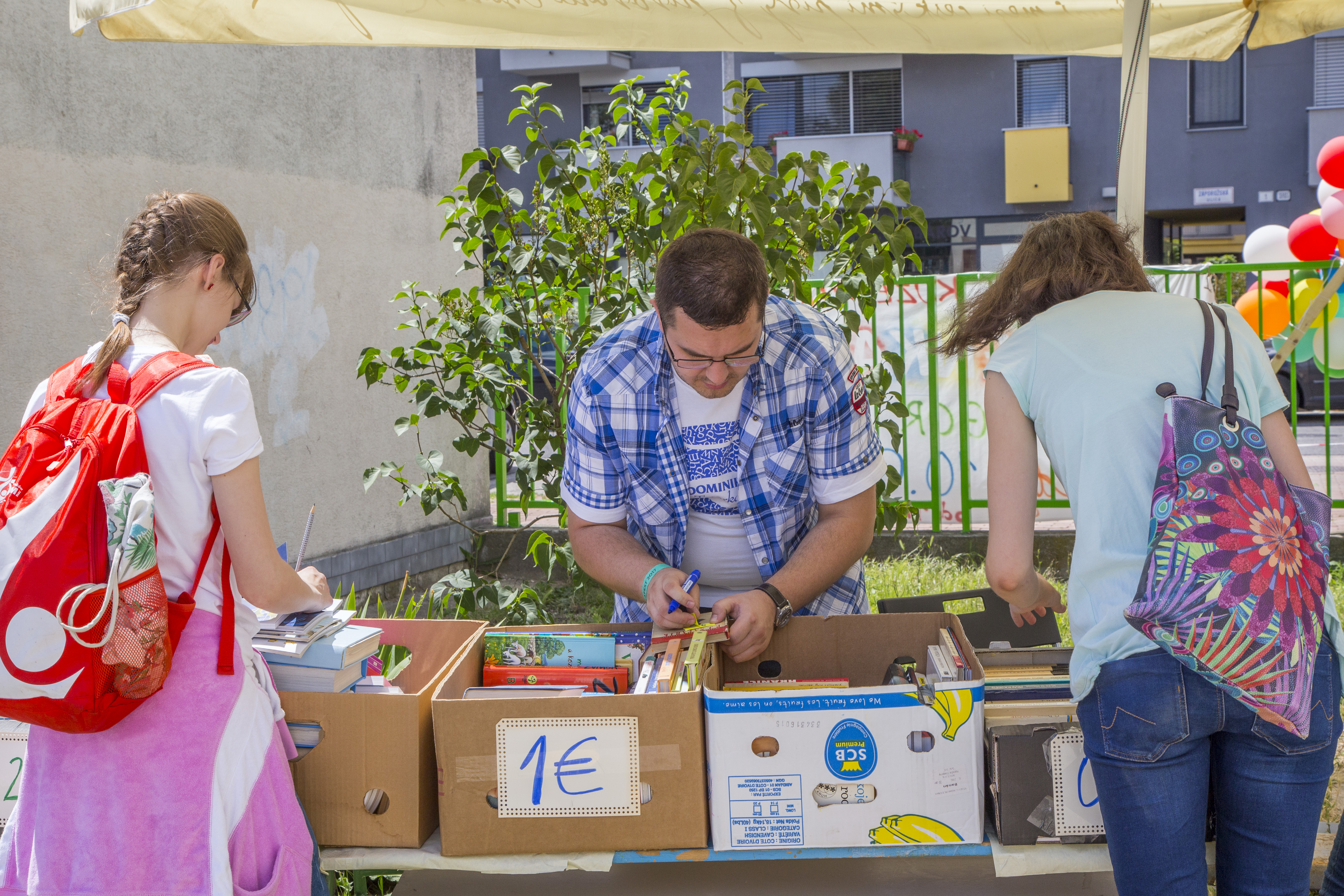
Bán sách lề đường ở châu Âu

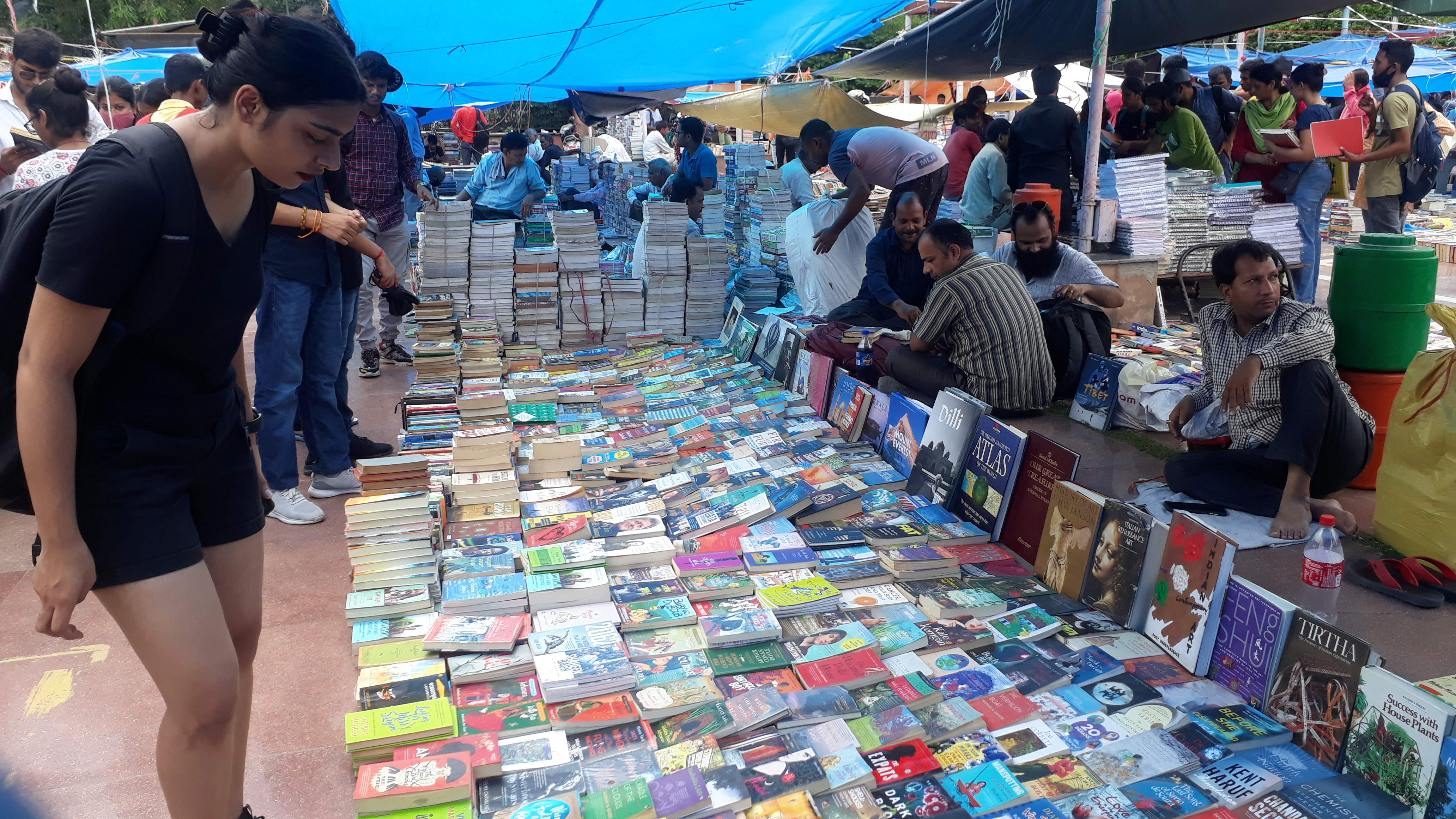
Mua bán sách ở Ấn Độ

Kinh doanh sách hay còn gọi là bán sách (Bookselling) là hoạt động kinh doanh mua bán sách các loại, là khâu phân phối và bán lẻ của quá trình xuất bản sách. Hệ thống buôn bán sách hiện đại ra đời ngay sau khi kỹ thuật in ấn ra đời. Việc kinh doanh sách hiện đại đã thay đổi đáng kể với sự ra đời của Internet. Các trang web lớn như Amazon, eBay và các nhà phân phối sách lớn khác cung cấp chương trình liên kết và thống trị về doanh số bán sách ra. Doanh số bán sách in ở Hoa Kỳ đã giảm 2,6% vào năm 2023 so với năm 2022, nhưng doanh số bán sách in vào năm 2023 lại tăng 10% so với năm 2019.

## Lịch sử

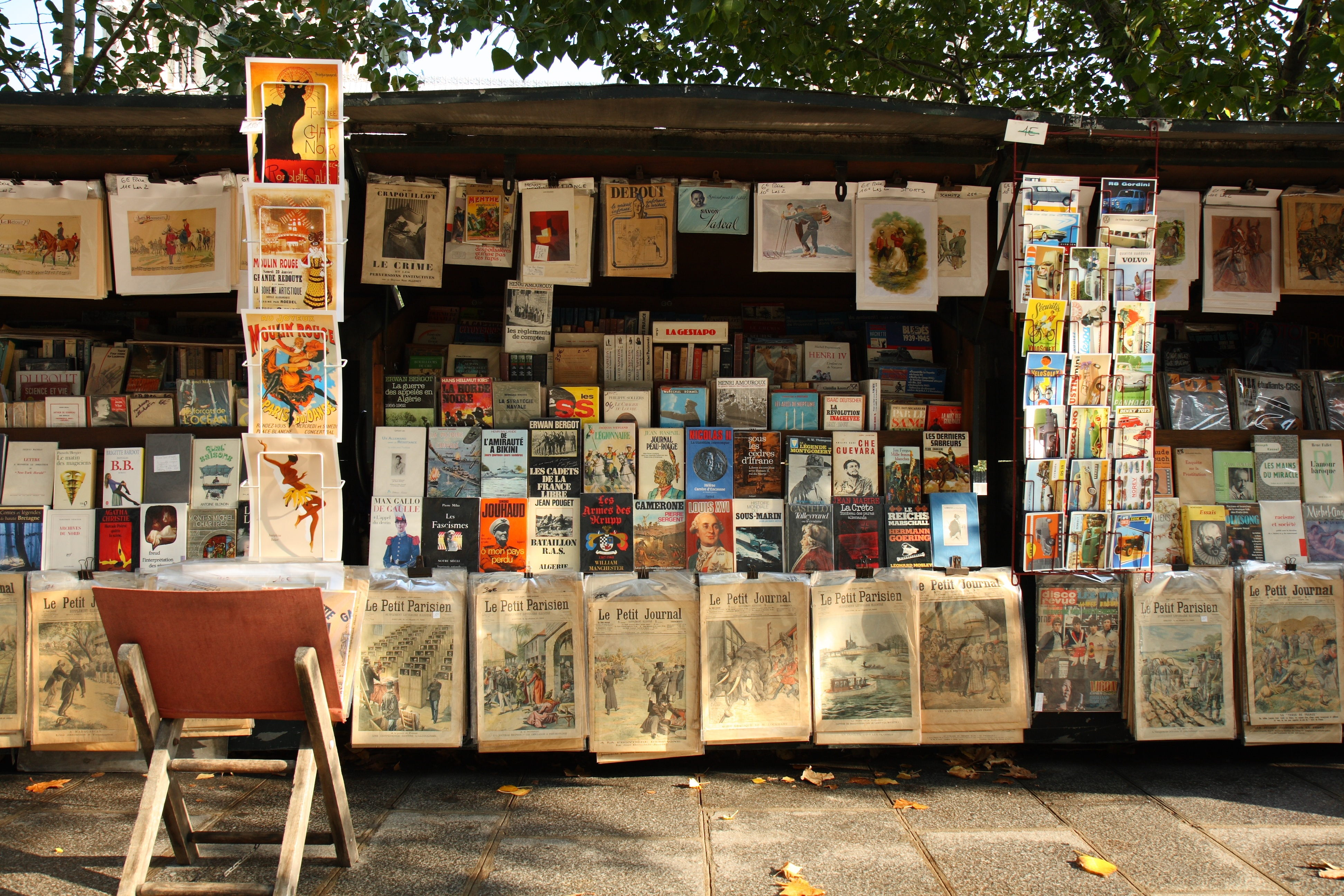
Một quầy sách đường phố ở Pa-ri

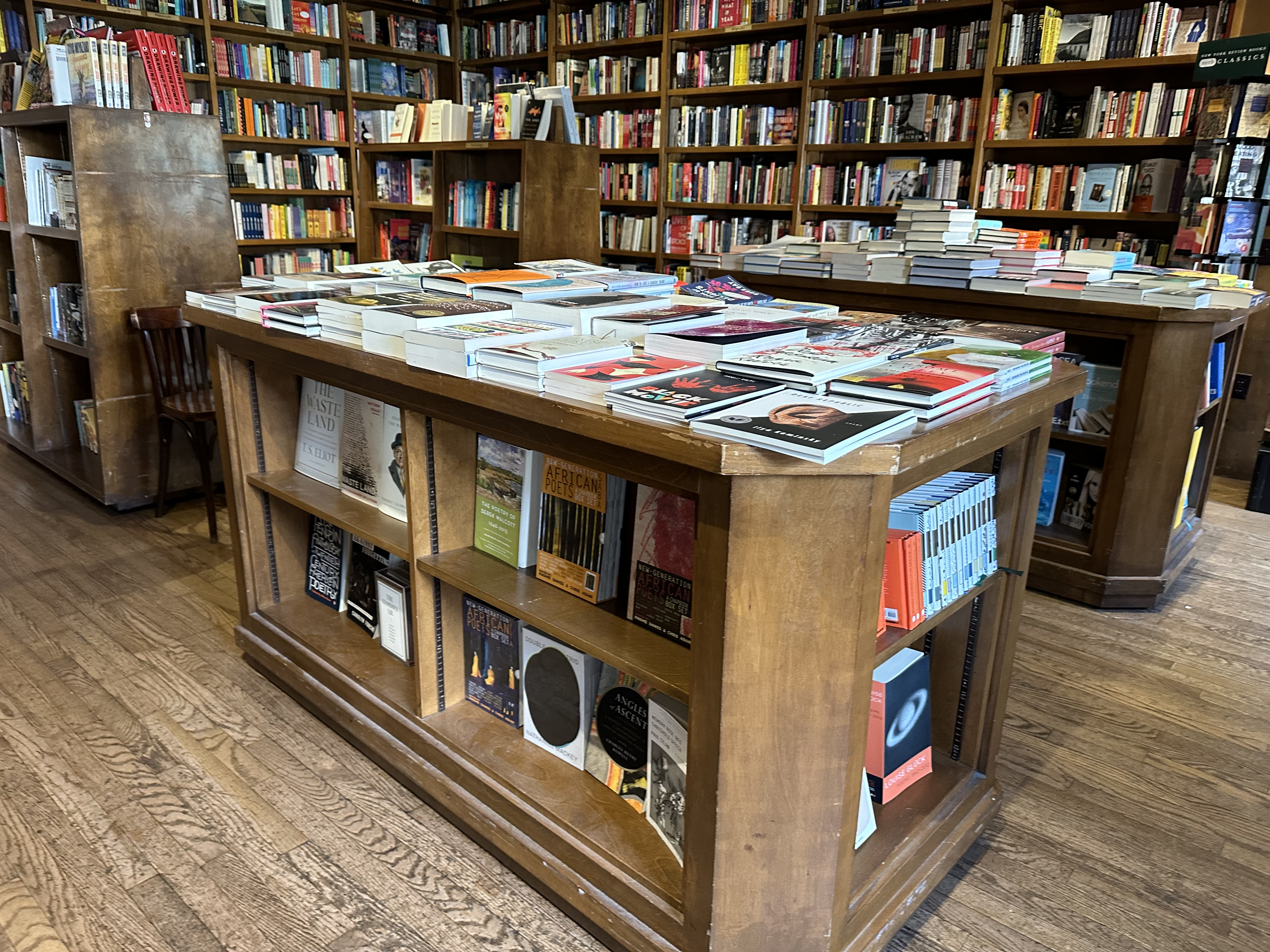
Một tiệm sách ở Florida

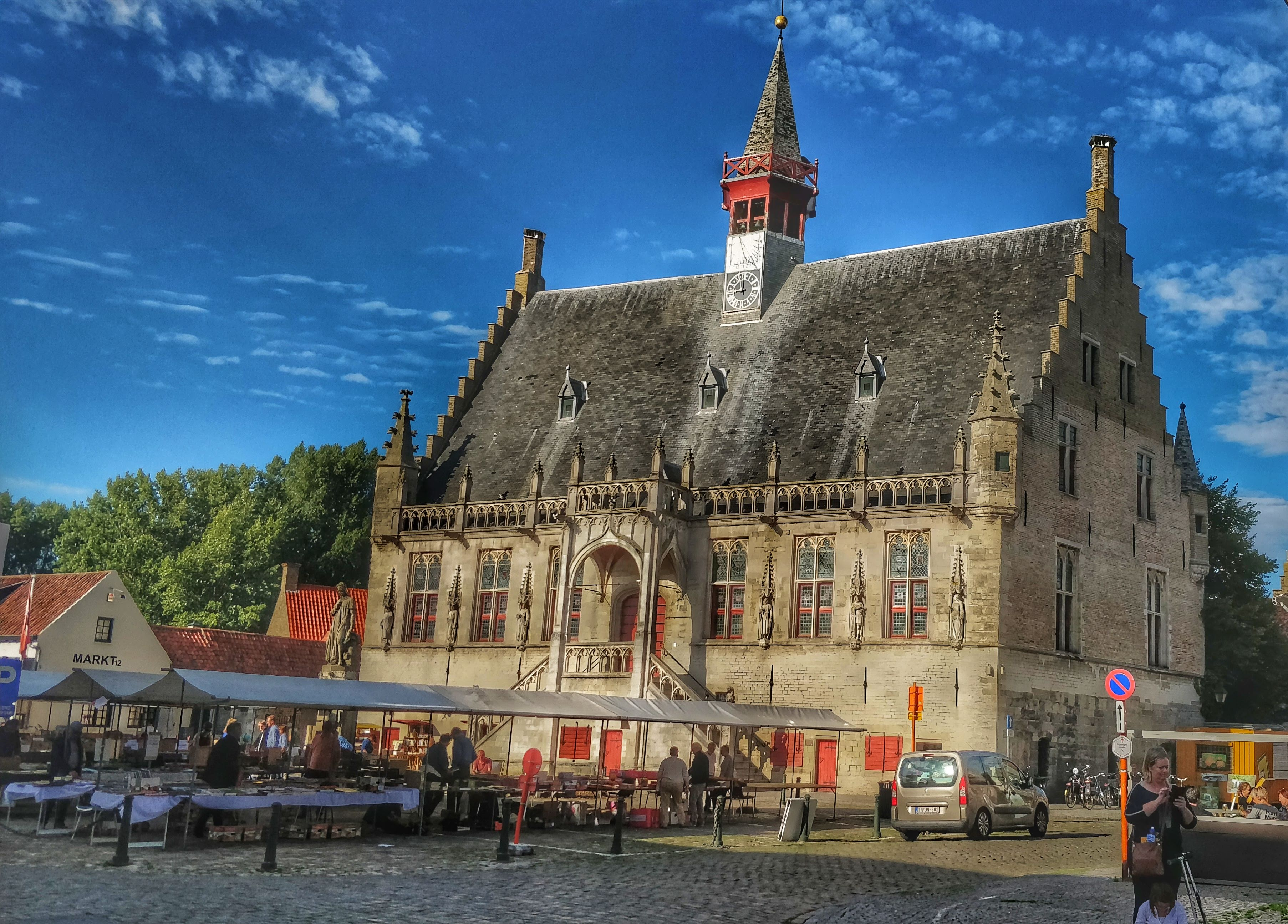
Một địa điểm bán sách ở Bỉ

Ở La Mã cổ đại vào cuối thời Cộng hòa La Mã thì việc sở hữu thư viện đã trở thành mốt và các nhà bán sách ở La Mã đã tiến hành buôn bán sách rất phát đạt. Sự truyền bá Kitô giáo mặc nhiên tạo ra nhu cầu lớn về các bản sao kinh thánh Phúc âm cùng các tài liệu thư tịch thánh thiêng khác và sau đó là các sách kinh lễ và các tập sách hành đạo khác cho cả nhà thờ và mục đích sử dụng vào cá nhân. Trong thế kỷ XVI và XVII, các "vùng đất thấp" nay là Hà Lan đã có lúc trở thành trung tâm chính của thế giới kinh doanh buôn bán sách. Hiệu sách (được gọi là nhà sách ở Vương quốc Anh, Cộng hòa Ireland, Úc) có thể là một phần của chuỗi cửa hàng sách hoặc hiệu sách độc lập ở địa phương. Các cửa hàng sách có thể có quy mô khác nhau, cung cấp vài trăm đến vài trăm nghìn đầu sách. Chúng có thể là cửa hàng truyền thống, cửa hàng chỉ có trên Internet hoặc kết hợp cả hai. Quy mô của các hiệu sách lớn hơn vượt quá nửa triệu đầu sách. Các hiệu sách thường bán các ấn phẩm khác ngoài sách, chẳng hạn như báo, tạp chí và bản đồ, các dòng sản phẩm bổ trợ có thể rất khác nhau, đặc biệt là giữa các hiệu sách độc lập. 
Các trường đại học và cao đẳng thường có các quầy sách trong khuôn viên trường tập trung vào việc cung cấp sách giáo khoa và sách học thuật cho các khóa học, đồng thời cũng bày bán các vật tư và hàng hóa logo khác. Nhiều hiệu sách trong khuôn viên trường được sở hữu hoặc điều hành dưới tay các chuỗi thương mại lớn như WHSmith, Blackwell's hoặc Waterstone's ở Vương quốc Anh hoặc Barnes & Noble College Bookeller ở Hoa Kỳ. Một loại hiệu sách phổ biến khác là hiệu sách cũ chuyên mua bán sách cũ và sách không còn in ấn và xuất bản nữa. Một loạt các đầu sách có sẵn trong các hiệu sách cũ, bao gồm cả sách in và sách không còn xuất bản. Những người sưu tầm sách có xu hướng thường xuyên tới lui đến các hiệu sách cũ. Các hiệu sách trực tuyến lớn cũng cung cấp sách cũ để bán. Các cá nhân muốn bán sách cũ của mình thông qua các hiệu sách trực tuyến đồng ý với các điều khoản do (các) hiệu sách đưa ra đó là phải trả cho (các) hiệu sách trực tuyến một khoản huê hồng được xác định trước sau khi sách đã bán được. Ở Paris, thì thuật ngữ Bouquinistes là những người bán sách cổ và sách cũ, có quầy hàng và hộp ngoài trời dọc hai bên bờ sông Seine trong hàng trăm năm, được pháp luật quản lý từ những năm 1850 và góp phần vào sự phát triển của thế giới và làm nên khung cảnh thơ mộng của thành phố Paris hoa lệ.